# Paya Bujok Teungoh
Paya Bujok Teungoh is een bestuurslaag in het regentschap Langsa van de provincie Atjeh, Indonesië. Paya Bujok Teungoh telt 1156 inwoners (volkstelling 2010).